# دندنية
دندنية قرية سوريّة تتبع إداريّاً لمحافظة حلب منطقة منبج ناحية مركز منبج، بلغ تعداد سكانها 683 نسمة حسب التعداد السكاني لعام 2004.